# Panthers FC
Die HBA Police Panthers FC, kurz Panthers FC ist ein Fußballverein, der auf den Britischen Jungferninseln in der BVIFA National Football League spielt.

## Geschichte
Gegründet wurde der Verein 1999 von Polizisten in East End, einem Ortsteil der Stadt Parham Town und ist der älteste noch existierende Fußballverein auf den Britischen Jungferninseln. Sie sind Gründungsmannschaft der BVIFA National Football League im Jahr 2009. Davor gewannen sie dreimal den Tortola Cup. 2001 hat sich der Verein für die CONCACAF Caribbean Cup qualifiziert, trat aber gegen SV Transvaal aus Suriname nicht an.
In der Saison 2023/24 erreichten die Panthers mit 18 eingefahrenen Punkten den 8. Tabellenplatz (von 10).

## Stadion
Die Heimspielstätte des Vereins ist das East End Stadium in Parham Town, mit einer Kapazität von 1000 Zuschauern. Dieses teilt sich der Verein, mit mehreren Erstligisten.

## Erfolge
- Tortola-Cup (3): 1999/2000, 2000/01, 2002